# کوتاکو
کوتاکو (به انگلیسی: Kotaku) یک وبگاه و وبلاگ بازی‌های ویدئویی است که در سال ۲۰۰۴ و به‌عنوان بخشی از شبکه گاوکر مدیا شروع به فعالیت کرد. یونیویزیون کامایونیکیشنز متعلق به شرکت یونیویزیون در اوت ۲۰۱۶ گاوکر مدیا را خرید و آن‌را با نام گروه رسانه‌ای گیزمودو معرفی کرد.
امروزه و پس از سال ۲۰۱۲، کوتاکو توسط استفن توتیلو مدیریت می‌شود.